# Bonnie Guitar
Bonnie Guitar, egentligen Bonnie Buckingham, född 25 mars 1923 i Seattle, död 13 januari 2019 i delstaten Washington, var en amerikansk countrysångerska. Hon fick en hit med låten "Dark Moon" 1957.

## Diskografi
Album
- Moonlight and Shadows (1957)
- Whispering Hope (1958)
- Dark Moon (1960)
- Two Worlds (1966) #15 USA Country
- Miss Bonnie Guitar (1966) #21 USA Country
- Bonnie Guitar - Award Winner (Academy of Country and Western Music) (1967) #38 USA Country
- Stop the Sun (1968)
- I Believe in Love (1968) #39 USA Country
- Leaves Are the Tears of Autumn (1968)
- Affair (1969) #40 USA Country
- Allegheny (1970)
- What Can I Say (1987)
- Yesterday (1988)
- Today (1988)

Samlingsalbum
- Merry Christmas from Bonnie Guitar (1966)
- Dark Moon (1991)

Singlar
- "If You See My Love Dancing" (1956)
- "Dream Dreamers" (1956)
- "Dark Moon" (1957) #14 USA Country #6 USA Pop
- "Half Your Heart" (1957)
- "Mister Fire Eyes" (1957) #15 USA Country #71 USA Pop
- "I Saw Your Face in the Moon" (1957)
- "Johnny Vagabond" (1958)
- "I Found You Out" (1958)
- "Whispering Hope" (1958)
- "Baby Moon" (1959)
- "Love Is Over Love Is Done" (1959)
- "Shantu Bat" (1959)
- "Candy Apple Red" (1959) #97 USA Pop
- "Who Is She" (1962)
- "Fool" (1963)
- "Outside Looking In" (1964)
- "I'm Living In Two Worlds" (1966) #9 USA Country #99 USA Pop
- "Get Your Lie the Way You Want It" (1966) #14 USA Country
- "The Tallest Tree" (1966) #24 USA Country
- "The Kickin' Tree" (1967) #64 USA Country
- "You Can't Steal Me" (1967) #33 USA Country
- "A Woman in Love" (1967) #4 USA Country
- "Stop the Sun" (1968) #13 USA Country
- "I Believe in Love" (1968) #10 USA Country
- "Leaves Are the Tears of Autumn" (1968) #41 USA Country
- "Perfect Stranger" (1969)
- "That See Me Later Look" (1969) #36 USA Country
- "A True Lover You'll Never Find (Than Mine)" (med Buddy Killen) (1969) #55 USA Country
- "Allegheny" (1970) #70 USA Country
- "Happy Everything" (1972) #54 USA Country
- "The Bed I Lie In" (1974)
- "From This Moment On" (1974) #95 USA Country
- "Lonely Eyes" (1975)
- "I Wanna Spend My Life with You" (1975)
- "Honey on the Moon" (1979) #92 USA Country
- "Still the Same" (1989) #79 USA Country